# 31897 Brooksdasilva
31897 Brooksdasilva este un asteroid din centura principală de asteroizi.

## Descriere
31897 Brooksdasilva este un asteroid din centura principală de asteroizi. A fost descoperit pe 30 martie 2000 la Socorro, New Mexico, în cadrul proiectului LINEAR. Asteroidul prezintă o orbită caracterizată de o semiaxă mare de 2,44 ua, o excentricitate de 0,10 și o înclinație de 6,3° în raport cu ecliptica.